# Liste des évêques de Lescar
Pour un article plus général, voir Ancien diocèse de Lescar.
La liste des évêques de Lescar (Episcopi Lascurrenses) inclut les évêques de Beneharnum, dénomination de la ville jusqu'au IXe siècle et les évêques de Lescar, ville fondée au même endroit au Xe siècle, aujourd'hui située dans le département français des Pyrénées-Atlantiques. 
Cette liste (non exhaustive) commence au Ve siècle, à la fin de l'Empire romain d'Occident et à l'époque du royaume wisigoth de Toulouse et s'achève en 1790, date de la suppression du diocèse de Lescar sous la Révolution française.

## Histoire du diocèse

### Le diocèse deBeneharnum
Beneharnum a des évêques connus de 440 à 841, date de la destruction de la cité par les Normands en 841. 
Après cela, l'administration de ce diocèse passe aux les mains des évêques de Gascogne[pas clair].

### Le diocèse de Lescar
La ville de Lescar est fondée à la fin du Xe siècle, sur les ruines de la cité antique. On voit apparaître un évêque de Lescar (Raymond, dit le Vieux) vers 1050.
Le diocèse de Lescar, dont l'évêque est le neuvième[pas clair] suffragant de l'archevêque d'Auch, comprend cinq archidiaconés : Lescar, Soubestre, Larbaig, Batbielle et Vic-Bilh.
L'évêque de Lescar est seigneur temporel de la ville, et, de droit (par fonction), président des États de Béarn, qui, à plusieurs reprises, se réunissent dans la cité, et premier conseiller au Parlement de Pau.

### Fin du diocèse de Lescar
Le diocèse est supprimé en 1790, lorsque la constitution civile du clergé aligne l'organisation de l'Église catholique de France sur le nouveau système (janvier 1790) des départements : un évêque par département (le pape ne reconnaissant pas la constitution civile du clergé, l'évêque de Lescar reste du point de vue de l'Église responsable du diocèse, mais l'intéressé émigre dès 1790).
Lorsque, après la période de déchristianisation des années 1793 à 1799, Napoléon Bonaparte signe un concordat avec le pape en 1801, la suppression est confirmée : le territoire de l'ancien diocèse est rattaché à celui de Bayonne.

## Liste des évêques
Leur nom en latin est indiqué entre parenthèses en italique.

### Période des évêques deBeneharnum(haut Moyen Âge)
- vers 440 : saint Julien Ier (Julianus)
- vers 506 : saint Galactoire (Galactorius)
- vers 585 : Savin (Sabinus[3])
- vers 680 : Julien II (Julianus)
- vers 731 : Julien III[4]
- vers 841 : Spaleus[4]

### Période des évêques de Lescar (980-1790)

#### Moyen Âge central
- vers 980 : Arsias Ier[5]
- vers 1040[6]-1058[6] ou 1059[7] : Raymond Ier le Vieux (Raymundus), qui semble être également évêque de Bayonne et  évêque d'Oloron).
- 1061-† 1072 : Grégoire (Gregorius)
- 1075-†1080 : Bernard Ier de Bas[8]
- 1095-1115 : Sanche Ier (Sancius)
- 1115-† mai 1141 : Guy de Lons ou Gui de Loth[3] (Guido[3], Vitus de Loth[9] ou de Loz[9])
- 1147-1154 : Raymond II d'Assade (Raymundus)
- vers 1163 : Robert Ier[5]
- vers 1168 : Eudes Ier ou Odon Ier (Odo)
- vers 1170 : Guillaume Ier (Guilielmus)
- vers 1179[6] ou 1180[7] ou 1181[6] : Sanche II Aner[3] ou Sanzanier de Gerderest[10] (Sancius Anier[9])
- vers 1200[7] ou 1201[6] : Bertrand Ier (Bertrandus)
- 1205-† 13 août 1213 : Arsias II[3] (Arsius[9], Arsivus[9])
- 1213[6]-1220[11] : Raymond III de Bénac (Raymundus)
- vers 1231 : Sanctius[12]
- 1247-1268 : Bertrand II de La Mothe
- 1268[6] ou 1269[7]-1292[11] : Arnaud Ier de Morlanne[3], ou de Morlaas[3], ou de Morlane[9], ou de Morlac[9])
- 1293-1301 : Raymond IV Auger (Raymundus Ogerius)
- 1303[11]-1317[6] ou 1320[7] : Arnaud II d'Arbus[3] (ou Arnaldus d'Arbouze[9])
- 1320-1321 : Guillaume II[13] (Guilielmus)
- 1321[11]-1325[7] ou 1326[6] : Arnaud III de Saut[3] (Guilielmus-Arnaldus du Saut[14])
- 1326[11]-1347[6] ou 1348[7] : Raymond V d'Andoins (Raymundus)

#### Fin du Moyen Âge (période de la guerre de Cent Ans)
- 1348-1352 : Arnaud IV[15]
- 1352-1361 : Guillaume III d'Andoins (ou Arnaldus-Guilielmus[14])
- 1362-1368 : Bernard de Vernède de Corneillan (qui fut auparavant prieur de Saint-Jean-de Saint-Mont)
- 1368-1401 : Odon de Mendousse
- 1402[11]-1404[7] : Jean Ier (Joannes)
- 1405-1422 : Pierre de Foix[16] (Petrus), fait cardinal en 1453.
- 1424[6] ou 1425[7]-1427[6] ou 1428[7] : Arnaud V de Salies[3] ou de Salinis[3], ou « Arnaldus de Saliers »[9])
- 1428[11]-1432[7] ou 1433[7] : Arnaud VI d'Abadie (Arnaldus)
- 1433[11]-1460[7] ou † 13 décembre 1464[6] : le cardinal (en 1453) Pierre de Foix[17] (Petrus), siège pour la seconde fois.
- 1460-1475[7] ou vers 1473[6] : Jean II de Lévis[3] (Joannes de Lévy[9])
- 1480[6] ou 1481[7]-1er octobre 1488[6] ou 1492[7] : Robert II d'Epinay[3] ou d'Espinay[9]
- vers 1495: Boniface Peruzzi[5] (Bonifacius)

#### Époque moderne
- 1513-1515 : le cardinal  Amanieu d'Albret (Amanevus), exerce la fonction d'administrateur perpétuel.
- 1518[7] ou 1519[6]-1525[7] : Jean III de La Salle (Joannes)
- 1525[7] ou 1527[6]-1530[11] : Paul de Béarn ou Paul de Foix (Paulus)
- 1532[7] ou 1537[6]-1553[11] : Jacques de Foix-Rabat (Jacobus)
- 1554-1555 : Jean IV de Capdeville (Joannes)
- 1555-1556 : cardinal Georges d'Armagnac[18]
- 1556-1569 : Louis d'Albret (Ludovicus)
- 1575-1590[7] : Jean V Jagoti[19] (Joannes)
- 1600-1609 : Jean-Pierre d'Abbadie[3] (Joannes-Petrus[9])
- 1609-†1632 : Jean VI de Salette[3] (Joannes[9])
- octobre 1632-† 21 juin 1658 : Jean-Henri de Salette[3] (Joannes-Henricus[9])
- 1er[6] ou 7 décembre 1658[7]-† 18 avril 1681 : Jean VII du Haut de Salies[3] (Joannes[9])
- 31 mai 1681[11]-23 janvier 1716[7] ou † 1718[6] : Dominique Desclaux de Mesplès[3] (ou Dominicus d'Esclaux de Mesplez[9])
- février 1716[7] ou 1718[6]-† 13 janvier 1729[11] : Martin de Lacassagne[3] (Martinus de La Cassagne[9])
- 5 février 1730[11]-† 27[7] ou 28[6] octobre 1762: Hardouin de Chalon de Maisonnoble (Harduinus)
- 12 juin 1763-1790: Marc-Antoine de Noé (Marcus-Antonius), nommé le 1er janvier; émigré en 1790, il reste titulaire du siège jusqu'en 1801; dernier évêque de Lescar.